# Thorkild Fjeldsted
Thorkild Fjeldsted (isländisch Þorkell Fjeldsted; * 1740; † 19. November 1796 in Trondheim) war ein isländischer Richter und von 1769 bis 1772 Løgmaður der Färöer.
Thorkild Fjeldsted war höchster Richter in Island, bevor er sich um das Amt des Løgmaður der Färöer bewarb. Er hatte zwei Gegenkandidaten, wovon der eine Jens Christian Svabo war. Fjeldsted nahm das Amt nie wahr, daher wurde es schon 1772 wieder ausgeschrieben, als er Amtmann der Finnmark wurde. Er war Stiftamtmann in Trondheim und unterstützte den 1793 von Johan Lausen Bull unterbreiteten Plan in Ålesund einen neuen Handelsplatz für West-Norwegen einzurichten.